# Stora Skånan
Stora Skånan är en sjö i Hedemora kommun i Dalarna och ingår i Dalälvens huvudavrinningsområde. Sjön har en area på 0,0799 kvadratkilometer och ligger 194,1 meter över havet. Sjön avvattnas av vattendraget Skånanån.

## Delavrinningsområde
Stora Skånan ingår i det delavrinningsområde (668430-149777) som SMHI kallar för Utloppet av Gessan. Medelhöjden är 204 meter över havet och ytan är 7,7 kvadratkilometer. Det finns inga avrinningsområden uppströms utan avrinningsområdet är högsta punkten. Skånanån som avvattnar avrinningsområdet har biflödesordning 4, vilket innebär att vattnet flödar genom totalt 4 vattendrag innan det når havet efter 200 kilometer. Avrinningsområdet består mestadels av skog (77 procent). Avrinningsområdet har 1,16 kvadratkilometer vattenytor vilket ger det en sjöprocent på 15 procent.